# Горенське депо
Горенське депо  — колишнє депо Київського трамвая. Обслуговувало Пуща-Водицьку лінію парового трамвая. Розташовувалося в кінці Пуща-Водиці, в лісі за 15-ю Лінією.

## Історія
Депо було відкрите у грудні 1900 року і обслуговувало нововідкриту лінію на паровій тязі «Петропавлівська площа — Пуща-Водиця». 1904 року, після переведення лінії на електричну тягу, депо припинило свою роботу. Інформації про подальшу долю депо немає.
Територія колишнього депо у радянський час належала Пуща-Водицькому заводу залізобетонних шпал, а нині на території деревообробне підприємство. Збереглася частина лінії, що колись вела до депо, а нині слугує тупиком.

## Рухомий склад
Використовувалися танк-паровози «типу 45» 1891–1892 років випуску, що працювали в свій час на лінії Хрещатик-Васильківська. Використовувалися 7 паровозів.